# Relaciones Estados Unidos-Libia
Las relaciones Estados Unidos-Libia son las relaciones diplomáticas entre Estados Unidos y Libia. Las relaciones entre Libia y Estados Unidos son hoy cordiales y cooperativas, con una cooperación de seguridad particularmente sólida solo después del ataque de 2012 en la oficina de enlace de EE. UU. en Benghazi. Además, una encuesta Gallup realizada en marzo y abril de 2012 encontró que los libios tenían "una de las mayores aprobaciones" del liderazgo de Estados Unidos en toda la región  Oriente Medio y Norte de África.
Sin embargo, durante décadas antes de la Guerra Civil de Libia de 2011, los países no estaban en buenos términos y se enfrentaron entre sí en varias escaramuzas militares. El gobierno libio de Muammar Gaddafi financió operaciones terroristas contra los Estados Unidos, en particular el Atentado a la discoteca La Belle, a los que los Estados Unidos tomaron represalias por el bombardeo de Libia, y el Vuelo 103 de Pan Am.
Cuando estalló la guerra civil en Libia en 2011, Estados Unidos participó en una intervención militar en el conflicto en 2011, ayudando a los rebeldes contra Gaddafi con ataques aéreos contra el Ejército libio. Con el éxito de la revolución y el derrocamiento de Gaddafi, el presidente de los Estados Unidos Barack Obama dijo que Estados Unidos estaba "comprometido con el pueblo libio" y prometió asociarse en el desarrollo de un nuevo estado libio.
Según una encuesta realizada en 2012 por Gallup, el 54% de libios aprueba el liderazgo de los Estados Unidos, en comparación con solo el 22% y el 19% de aprobación respectiva para China y Rusia, y el 75% de los libios dicen que aprobaron la intervención militar de la OTAN en la guerra civil.
Los EE. UU. comenzaron a bombardear Libia nuevamente el 1 de agosto de 2016 con permiso del GNA, como parte de la intervención militar contra el ISIL.